# 第七章「太美了真抱歉」
「第七章「太美了真抱歉」」（第七章「美しくってごめんね」）是日本的女子偶像組合℃-ute的第6枚原創專輯。於2012年2月8日發行。唱片公司為zetima。

## 概要
- 與上一張原創專輯「超WONDERFUL!⑥」相距約10個月。
- 收錄第16張單曲「桃色Sparkling」和第17張單曲「世上最HAPPY的女孩」，以及Berryz工房和℃-ute的合作單曲「櫻花綻放於酸甜春季」，一共3首A面曲。
- 於2012年6月20日發行單曲的「超HAPPY SONG」為新曲「幸福的中途」與Berryz工房的第7枚原創專輯「愛的專輯⑧」收錄曲「Because happiness」結合成的版本
- 本作分「初回限定盤」和「CD盤」2種版本
- 「初回限定盤」收錄了「世界上最HAPPY的女孩（各成員Concert Solo Ver.）」和專輯『第七章「太美了真抱歉」』的Making。
- 在2月20日於公信榜專輯週排行榜取得第15位。

## 收錄內容

### CD（初回限定盤・CD盤）
1. 桃色Sparkling（桃色スパークリング）
（作詞・作曲：淳君 編曲：平田祥一郎）
16th單曲
2. 只是想獨占而然（ひとり占めしたかっただけなのに）
（作詞・作曲：淳君 編曲：湯浅公一）
3. 去吧! 元氣君（行け! 元気君）
（作詞・作曲：淳君 編曲：板垣祐介）
萩原舞主唱
4. 世界上最HAPPY的女孩 （世界一HAPPYな女の子）
（作詞・作曲：淳君 編曲：宅見將典）
17th單曲
5. Zuntaka March ～像人們般活着～（ズンタカマーチ～人らしく生きよう～）
（作詞・作曲：淳君 編曲：高橋諭一）
6. 我想擁有像城市的霓虹燈般令人驚訝的美麗（都会のネオンが驚くくらいの美しさがほしい）
（作詞・作曲：淳君 編曲：近藤圭一 ）
岡井千聖主唱
7. 閃耀! 放課後（輝け! 放課後）
（作詞・作曲：淳君 編曲：オダクラユウ）
中島早貴主唱
8. 幸福的中途（幸せの途中）
（作詞・作曲：淳君 編曲：大久保薫）
9. 櫻花綻放於酸甜春季（甘酸っぱい春にサクラサク）
（作詞・作曲：淳君 編曲：宅見將典）
Berryz工房和℃-ute的合作單曲・電影「國王遊戲」主題曲
10. 青春劇場（℃-ute Ver.）
（作詞・作曲：淳君 編曲：高橋諭一）
舞台劇「戰國自衛隊」主題歌

### DVD
1. 第七章「太美了真抱歉」（Making）
2. 世界上最HAPPY的女孩（矢島舞美 Concert Solo Ver.）
3. 世界上最HAPPY的女孩（中島早貴 Concert Solo Ver.）
4. 世界上最HAPPY的女孩（鈴木愛理 Concert Solo Ver.）
5. 世界上最HAPPY的女孩（岡井千聖 Concert Solo Ver.）
6. 世界上最HAPPY的女孩（萩原舞 Concert Solo Ver.）